# Забашта Галина Василівна
Гали́на Васи́лівна Заба́шта (9 квітня 1956, Київ) — художниця декоративно-ужиткового мистецтва (сценічний, авторський костюм і художній текстиль), з 2000 року доцентка кафедри художнього текстилю і моделювання костюма Київської державної академії декоративно-прикладного мистецтва і дизайну імені Михайла Бойчука.
Учасниця багатьох республіканських, всесоюзних, всеукраїнських та міжнародних виставок та є ініціатором і активним учасником багатьох мистецьких акцій, проєктів та пленерів.

## Виставки
У 2014 р. відбулася персональна виставка сценічного костюма «Ніна Матвієнко очима Галини Забашти» (НМУНДМ, м. Київ), у 2016 р. — звітна персонально-групова виставка «Костюм як мова образотворення» (КДІДПМД ім. М. Бойука, м. Київ). Є автором концепції, куратором проекту «Життя і сцена» й учасником виставки в межах проекту «Ой, виорю нивку широкую», присвячених ювілею Народної артистки України Ніни Матвієнко (2017 р., НЦНК «Музей Івана Гончара»). Є одною з авторів,  кураторів та учасників: мистецького проекту «Матерія Духу» (2004 р., майдан Незалежності, м. Київ), всеукраїнського творчого проекту «Жива традиція» (текстиль, кераміка), спрямованого на відродження самобутнього регіонального традиційного мистецтва (2006 р., м. Богуслав).